# Pietro Gabrielli
Pietro Gabrielli Zen SDB (en español: Pedro Gabrielli Zen) (Pove del Grappa, 17 de marzo de 1931) es un eclesiástico y misionero católico italiano. Fue vicario apostólico de Méndez, entre 1993 y 2008.

## Biografía
Pietro (Pedro) nació el 17 de marzo de 1931, en la localidad italiana de Pove del Grappa.
Cursó mecánica en el Colegio de Venecia.
Estudió Filosofía en Nave. Luego, se trasladó a Bogotá (Colombia), para estudiar Teología. Realizó estudios pastorales en la Pontificia Universidad Lateranense. Hizo un curso de actualización en Italia, entre 1981 y 1982.

### Vida religiosa
Ingresó en la Congregación de los Salesianos. Realizó su primera profesión de votos religiosos el 16 de agosto de 1952, y la profesión solemne el 13 de agosto de 1958.
Su ordenación sacerdotal fue el 29 de junio de 1962, en Bogotá.
Fue enviado como misionero al vicariato apostólico de Méndez (Ecuador), donde fue:
- Director y párroco en Méndez y Sucúa.
- Director y párroco en Limón (1971-1977) y Macas.
- Director en Santiago (1982-1988) y Yaupi; ambas con zonas de población mayoritaria shuar.[3]

### Episcopado
El 1 de julio de 1993, el papa Juan Pablo II lo nombró obispo titular de Taparura y vicario apostólico de Méndez. Fue consagrado el 19 de septiembre del mismo año, en la Catedral de Macas; a manos del arzobispo Francesco Canalini.
En 2006, presentó su renuncia como lo establece el Código de Derecho Canónico. El 15 de abril del 2008, el papa Benedicto XVI aceptó su renuncia, como vicario apostólico de Méndez, nombrado a su sucesor al mismo tiempo.
En la actualidad, es el cuarto obispo más longevo del Ecuador, tras Serafín Luis Alberto Cartagena Ocaña, Raúl López Mayorga y Víctor  Maldonado Barreno.